# Bea Benaderet
Bea Benaderet   (Nova York, 4 d'abril de 1906 - Los Angeles, 13 d'octubre de 1968) fou una actriu estatunidenca.

## Biografia
Va néixer a Nova York i va créixer San Francisco (Califòrnia).
Benaderet va començar donant veu al personatge de l'àvia —la propietària de Tweety —en la sèrie de dibuixos animats de la Warner Bros. Looney Tunes, iniciada el 1947 i va ser una de les poques actrius de doblatge associada a l'estudi en la seva primera època. Benaderet va seguir interpretant a l'àvia en la dècada de 1950, abans que June Foray prengués el relleu.
Benaderet va treballar a la ràdio en la dècada de 1940 interpretant a Millicent Carstairs en Fibber McGee & Molly, a la telefonista Gertrude Gearshift en The Jack Benny Program, i a la directora Eve Goodwin en The Great Gildersleeve. A més, va actuar a diversos programes de la sèrie Amos 'n Andy. Benaderet també va interpretar a Blanche Morton, veïna de George Burns i Gracie Allen, tant a la ràdio com a la televisió. Així mateix, va tenir un paper regular a la sèrie A Day in the Life of Dennis Day.
Va interpretar a la millor amiga de Lucille Ball, Iris Atterbury, a la sèrie radiofònica dels anys quaranta My Favorite Husband. Quan Ball i el seu marit Desi Arnaz van decidir crear una sèrie televisiva similar anomenada I Love Lucy, Benaderet va ser la primera elecció per al paper de Ethel Mertz, però no estava disponible doncs ja havia signat per intervenir en l'adaptació televisiva del programa radiofònic de Burns i Allen. Vivian Vance, una actriu i cantant gairebé desconeguda, va anar finalment triada per formar part del repartiment. Així i tot, Benaderet va actuar com a artista convidada en I Love Lucy el gener de 1952.
Benaderet va ser igualment proposada per fer el paper de Granny a la sèrie The Beverly Hillbillies, creada pel productor de The Burns & Allen Xou, Paul Henning, qui finalment va considerar més idònia per al personatge a Irene Ryan. No obstant això, Henning va triar a Benaderet per interpretar el paper de Pearl Bodine a la mateixa sèrie, on va treballar durant la primera temporada de la mateixa.
Petticoat Junction va ser una sèrie d'enorme èxit i una de les de major audiència durant diversos anys. El 1950 Benaderet va fer un programa radiofònic amb Gale Gordon anomenat Granby's Green Acres, que va ser la base per a la sèrie de TV Green Acres. Green Acres va fer posteriorment un spin off de Petticoat Junction, amb Eva Gabor i Eddie Albert.
Benaderet va estar molt ocupada en aquesta època, i també va tenir un paper en una sèrie televisiva de dibuixos animats, icònica dels anys seixanta, Els Picapedra, en la qual donava veu a Betty. Benaderet va abandonar la sèrie el 1964 a causa del seu treball en Petticoat Junction, i Betty seria doblada per Gerry Johnson. Benaderet estava familiaritzada amb els dibuixos animats. Havia donat veu a molts personatges femenins en dibuixos de la Warner en la dècada de 1940. Amb Els Picapedra Benaderet es va retrobar amb el seu col·lega dels anys quaranta Mel Blanc (com el marit de Betty, Barney). Benaderet no apareixia en els crèdits de la Warner, doncs la política de l'estudi els evitava, excepte en el cas de Blanc, que ho tenia exigit en el seu contracte.

### Malaltia
Benaderet va emmalaltir el 1967, per la qual cosa va haver d'abandonar Petticoat Junction en el que en principi anava a ser un retir temporal. En la seva absència es va contractar a Rosemary DeCamp. No obstant això, Benaderet va poder fer algunes actuacions addicionals al programa. Més endavant es va veure clar que l'actriu no podia continuar amb la sèrie, i June Lockhart la va substituir.
Bea Benaderet va morir a causa d'un càncer de pulmó en 1968, als 62 anys, a Los Angeles, Califòrnia. Va ser enterrada en el Cementiri Valhalla Memorial Park de Los Angeles.
Va estar casada amb l'actor Jim Bannon, amb el qual va tenir dos fills, un d'ells Jack Bannon, actor que participaria amb regularitat en la sèrie Lou Grant. Es van divorciar el 1950. Posteriorment, es va casar amb Eugene Twombly, especialista de so per a la ràdio i la TV, i que va morir per un atac cardíac quatre dies després de la defunció de la seva esposa.

## Filmografia

### Llargmetratges
- Notorious (1946)
- Un dia a Nova York (1949)
- The First Time (1952)
- Black Widow (1954)
- Plunderers of Painted Flats (1959)
- Tendir Is the Night (1962)

### Curts
- Puss n' Booty (1943) (veu)
- Little Xarxa Riding Rabbit (1944) (veu)
- Bugs Bunny and the Three Bears (1944) (veu)
- The Weakly Reporter (1944) (veu)
- The Shooting of Dan McGoo (1945) (MGM)
- Baseball Bugs (1946) (veu)
- Quentin Quail (1946) (veu)
- Scent-imental Over You (1947) (veu)
- Tweetie Pie (1947) (veu)
- Doggone Cats (1947) (veu)
- What's Brewin', Bruin? (1948) (veu)
- I Taw a Putty Tat (1948) (veu)
- Kit For Cat (1948) (veu)
- A Hick a Slick and a Chick (1948) (veu)
- The Bee-Deviled Bruin (1949) (veu)
- Bear Feat (1949) (veu)
- The Scarlet Pumpernickel (1950) (veu)
- An Egg Scramble (1950) (veu)
- All a Bir-r-r-rd (1950) (veu)
- Canary Row (1950) (veu)
- Two's a Crowd (1950) (veu)
- Room and Bird (1951) (veu)
- Chow Hound (1951) (veu)
- Lovelorn Leghorn (1951) (veu)
- Tweety's S.O.S. (1951) (veu)
- A Bear for Punishment (1951) (veu)
- Feed the Kitty (1952) (veu)
- Gift Wrapped (1952) (veu)
- Kiddin' the Kitten (1952) (veu)
- Orange Blossoms for Violet (1952) (veu)
- Terrier-Stricken (1952) (veu)
- From A to Z-Z-Z-Z (1953) (veu)
- Kiss Mi Cat (1953) (veu)
- Easy Peckin's (1953) (veu)
- Of Rice and Hen (1953) (veu)
- Sandy Claws (1954) (veu)
- Wild Wife (1954) (veu)
- The Cats Bah (1954) (veu)
- Bewitched Bunny (1954) (veu)
- Goo Goo Goliath (1954) (veu)
- Feather Dusted (1955) (veu)
- The Hole Idea (1955) (veu)

## Treballs televisius
- The George Burns and Gracie Allen Show (1950-1958)
- The George Burns Show (1958-1959)
- Els Picapedra (membre del repartiment des de 1960 a 1964) (veu)
- Peter Loves Mary (1960-1961)
- The Beverly Hillbillies (membre intermitent del repartiment entre 1962 i 1963)
- Petticoat Junction (membre del repartiment entre 1963 i 1968)